# Шишли
Шишли (тур. Şişli) — район провинции Стамбул (Турция), часть города Стамбул.

## История
До XIX веке это была сельская местность. В XIX веке район начал застраиваться домами во французском стиле, в которых селились представители среднего класса (в том числе много евреев, болгар, греков и армян).
В 1859 году в районе было основано греческое православное кладбище (в 1888 году на кладбище была построена церковь в честь Преображения Господня).
Здесь находится музей Ататюрка, кафедральный собор Святого Духа.

## Спорт
В районе Шишли раньше был стадион Али Сами Ен.

## Торговля
В районе находится самый большой в Европе торговый центр — «Джевахир».